# Liste der Kulturgüter von nationaler Bedeutung im Kanton Wallis
Diese Liste enthält alle national bedeutenden Kulturgüter (A-Objekte, geregelt in KGSV) im Kanton Wallis, die in der Ausgabe 2009 (Stand: 1. Januar 2018) des Schweizerischen Inventars der Kulturgüter von nationaler und regionaler Bedeutung vermerkt sind. Sie ist nach politischen Gemeinden sortiert; enthalten sind 58 Einzelbauten, 16 Sammlungen, 15 archäologische Fundstellen und zwei Spezialfälle.

## Abkürzungen
- A: Archäologie
- Arch: Archiv
- B: Bibliothek
- E: Einzelobjekt
- M: Museum
- O: Mehrteiliges Objekt
- S: Spezialfall

## Inventar nach Gemeinde

### Anniviers
| KGS-Nr. | Foto | Objektbezeichnung                                   | Typ | Adresse                 | Koordinaten     |
| ------- | ---- | --------------------------------------------------- | --- | ----------------------- | --------------- |
| 07106   |      | Gruppe von fünf Mühlen                              | O   | Saint-Luc, Route d’Ayer | 612839 / 118360 |
| 09699   |      | Ilôt Bosquet / Chlasche (versteinerte Fruchtbecher) | A   | Grimentz                | 610099 / 113250 |

### Binn
| KGS-Nr. | Foto | Objektbezeichnung                 | Typ | Adresse        | Koordinaten     |
| ------- | ---- | --------------------------------- | --- | -------------- | --------------- |
| 06629   |      | Bogenbrücke mit Kapelle St. Anton | O   | Bei der Brücke | 657358 / 135004 |

### Bourg-Saint-Pierre
| KGS-Nr. | Foto | Objektbezeichnung                                     | Typ  | Adresse              | Koordinaten    |
| ------- | ---- | ----------------------------------------------------- | ---- | -------------------- | -------------- |
| 06648   |      | Kirche Saint-Pierre mit romanischem Turm              | E    | Rue de l’Église      | 582129 / 88640 |
| 06649   |      | Hospiz auf dem Grossen St. Bernhard mit Nebengebäuden | O    | Grosser St. Bernhard | 579195 / 79752 |
| 08719   |      | Museum im Hospiz auf dem Grossen Sankt Bernhard       | M    | Grosser St. Bernhard | 579195 / 79752 |
| 08828   |      | Archiv im Hospiz auf dem Grossen Sankt Bernhard       | Arch | Grosser St. Bernhard | 579195 / 79752 |
| 09315   |      | Bibliothek im Hospiz auf dem Grossen Sankt Bernhard   | B    | Grosser St. Bernhard | 579195 / 79752 |

### Brig-Glis
| KGS-Nr. | Foto | Objektbezeichnung                     | Typ | Adresse                | Koordinaten     |
| ------- | ---- | ------------------------------------- | --- | ---------------------- | --------------- |
| 06659   |      | Gamsenmauer (Talsperre)               | A E | Gamsen, Sandweg        | 639240 / 127999 |
| 06660   |      | Kirche Mariä Himmelfahrt mit Beinhaus | O   | Dorfplatz              | 641550 / 128949 |
| 06661   |      | Alter und neuer Stockalperpalast      | O   | Alte Simplonstrasse 28 | 642520 / 129467 |

### Chamoson
| KGS-Nr. | Foto | Objektbezeichnung                          | Typ | Adresse                                 | Koordinaten     |
| ------- | ---- | ------------------------------------------ | --- | --------------------------------------- | --------------- |
| 06682   |      | Kirche Saint-Pierre und ehemaliges Priorat | O   | Saint-Pierre-de-Clages, Rue de l’Église | 584459 / 115650 |

### Crans-Montana
| KGS-Nr. | Foto | Objektbezeichnung | Typ | Adresse                     | Koordinaten     |
| ------- | ---- | ----------------- | --- | --------------------------- | --------------- |
| 06853   |      | Roches des Fées   | E   | Mollens, Route de l’Aminona | 606280 / 130460 |
| 10361   |      | Hotel Bella Lui   | E   | Montana, Montana-Station 21 | 602862 / 128976 |

### Ernen
| KGS-Nr. | Foto | Objektbezeichnung   | Typ | Adresse   | Koordinaten     |
| ------- | ---- | ------------------- | --- | --------- | --------------- |
| 06709   |      | Erner Galgen        | E   |           | 654500 / 139359 |
| 06715   |      | Tellenhaus          | E   | Dorfplatz | 654390 / 138869 |
| 10356   |      | Jost-Sigristen Haus | E   | Dorfplatz | 654406 / 138806 |

### Evolène
| KGS-Nr. | Foto | Objektbezeichnung                                 | Typ | Adresse      | Koordinaten     |
| ------- | ---- | ------------------------------------------------- | --- | ------------ | --------------- |
| 09698   |      | Alpage de Cotter (prähistorische Höhlenmalereien) | A   |              | 606199 / 107320 |
| 10358   |      | Wohngebäude                                       | E   | Les Haudères | 603999 / 106000 |

### Ferden
| KGS-Nr. | Foto | Objektbezeichnung | Typ | Adresse | Koordinaten     |
| ------- | ---- | ----------------- | --- | ------- | --------------- |
| 10360   |      | Rotigostadel      | E   |         | 624600 / 138070 |

### Goms
| KGS-Nr. | Foto | Objektbezeichnung                     | Typ | Adresse                 | Koordinaten     |
| ------- | ---- | ------------------------------------- | --- | ----------------------- | --------------- |
| 06878   |      | Kirche St. Maria mit Friedhofskapelle | E   | Münster, Furkastrasse   | 663480 / 148749 |
| 06948   |      | Pfarrkirche Geburt Mariens            | E   | Reckingen, Furkastrasse | 661738 / 146780 |

### Hérémence
| KGS-Nr. | Foto | Objektbezeichnung                          | Typ | Adresse         | Koordinaten     |
| ------- | ---- | ------------------------------------------ | --- | --------------- | --------------- |
| 06775   |      | Grotte aux Fées                            | E   |                 | 595999 / 109830 |
| 09047   |      | Grande Dixence                             | E   |                 | 597254 / 103230 |
| 10521   |      | Katholische Kirche (Saint-Nicolas de Myre) | E   | Rue de l’Église | 597360 / 114329 |

### Leuk
| KGS-Nr. | Foto | Objektbezeichnung                                 | Typ | Adresse        | Koordinaten     |
| ------- | ---- | ------------------------------------------------- | --- | -------------- | --------------- |
| 06801   |      | Kirche St. Stephan                                | E   | Hauptplatz 16  | 615125 / 129564 |
| 06802   |      | Rathaus                                           | E   | Rathausplatz 1 | 615113 / 129434 |
| 06803   |      | Ringackerkapelle Mariä Empfängnis mit Einsiedelei | O   | Ringacker 3    | 615150 / 129190 |
| 06804   |      | Schloss Zen-Ruffinen/Loretan (ehemals de Werra)   | E   | Kreuzgasse 8   | 615037 / 129440 |
| 06808   |      | Dalaturm                                          | E   | Varenstrasse   | 614182 / 129490 |

### Leukerbad
| KGS-Nr. | Foto | Objektbezeichnung | Typ | Adresse | Koordinaten     |
| ------- | ---- | ----------------- | --- | ------- | --------------- |
| 06820   |      | Gemmi Daubenwand  | A   |         | 613680 / 138041 |

### Liddes
| KGS-Nr. | Foto | Objektbezeichnung | Typ | Adresse         | Koordinaten    |
| ------- | ---- | ----------------- | --- | --------------- | -------------- |
| 06825   |      | Mühlen            | O   | Route de Fornex | 579036 / 94794 |

### Martigny
| KGS-Nr. | Foto | Objektbezeichnung                                          | Typ | Adresse                         | Koordinaten     |
| ------- | ---- | ---------------------------------------------------------- | --- | ------------------------------- | --------------- |
| 06831   |      | Walliser Filmzentrum                                       | M   | Avenue du Grand-Saint-Bernard 4 | 571617 / 105511 |
| 06832   |      | Burg La Bâtiaz                                             | O   | Chemin du Château               | 571439 / 106020 |
| 09384   |      | Fondation Gianadda, Gallorömisches Museum, Automobilmuseum | A M | Rue du Forum 59                 | 571548 / 104914 |
| 09700   |      | Ville (römische und neuzeitliche Stadt)                    | A   |                                 | 571799 / 105300 |

### Massongex
| KGS-Nr. | Foto | Objektbezeichnung                        | Typ | Adresse           | Koordinaten     |
| ------- | ---- | ---------------------------------------- | --- | ----------------- | --------------- |
| 09701   |      | Tarnaiae (keltisch-gallorömischer Vicus) | A   | Route du Chablais | 565319 / 121375 |

### Naters
| KGS-Nr. | Foto | Objektbezeichnung    | Typ | Adresse      | Koordinaten     |
| ------- | ---- | -------------------- | --- | ------------ | --------------- |
| 06887   |      | Kirche St. Mauritius | E   | Kirchstrasse | 642300 / 130614 |
| 06888   |      | Beinhaus             | E   | Beinhausweg  | 642320 / 130599 |

### Niedergesteln
| KGS-Nr. | Foto | Objektbezeichnung | Typ | Adresse   | Koordinaten     |
| ------- | ---- | ----------------- | --- | --------- | --------------- |
| 06903   |      | Gestelnburg       | A E | Ritterweg | 626540 / 129150 |

### Obergoms
| KGS-Nr. | Foto | Objektbezeichnung                  | Typ | Adresse  | Koordinaten     |
| ------- | ---- | ---------------------------------- | --- | -------- | --------------- |
| 10362   |      | Furkabahn (Adhäsions-/Zahnradbahn) | S   | Oberwald | 669000 / 153999 |

### Orsières
| KGS-Nr. | Foto | Objektbezeichnung                     | Typ | Adresse     | Koordinaten    |
| ------- | ---- | ------------------------------------- | --- | ----------- | -------------- |
| 10447   |      | Alpiner botanischer Garten Flore-Alpe | E   | Champex-Lac | 574108 / 98241 |

### Raron
| KGS-Nr. | Foto | Objektbezeichnung                     | Typ | Adresse       | Koordinaten     |
| ------- | ---- | ------------------------------------- | --- | ------------- | --------------- |
| 06936   |      | Kirche St. Roman mit altem Pfarrhaus  | E   | Burghügel     | 628085 / 128871 |
| 06939   |      | Wohnturm der Viztume                  | E   | Burghügel     | 628126 / 128894 |
| 06940   |      | Heidnischbühl (prähistorische Stätte) | A   | Heidnischbühl | 628600 / 128799 |

### Saas-Balen
| KGS-Nr. | Foto | Objektbezeichnung            | Typ | Adresse | Koordinaten     |
| ------- | ---- | ---------------------------- | --- | ------- | --------------- |
| 06967   |      | Rundkirche Mariä Himmelfahrt | E   | Lehn    | 637711 / 111451 |

### Saillon
| KGS-Nr. | Foto | Objektbezeichnung | Typ | Adresse | Koordinaten     |
| ------- | ---- | ----------------- | --- | ------- | --------------- |
| 06975   |      | Tour Bayard       | E   |         | 580229 / 113260 |
| 10448   |      | Festungsanlagen   | O   |         | 580391 / 113356 |

### Saint-Léonard
| KGS-Nr. | Foto | Objektbezeichnung                                     | Typ | Adresse       | Koordinaten     |
| ------- | ---- | ----------------------------------------------------- | --- | ------------- | --------------- |
| 09702   |      | Crête des Barmes (jungsteinzeitliche Höhlenmalereien) | A   | Les Planisses | 598849 / 123700 |

### Saint-Maurice
| KGS-Nr. | Foto | Objektbezeichnung                                | Typ  | Adresse                | Koordinaten     |
| ------- | ---- | ------------------------------------------------ | ---- | ---------------------- | --------------- |
| 07114   |      | Abtei Saint-Maurice                              | O    | Avenue d’Agaune        | 566419 / 118750 |
| 07117   |      | Schloss Saint-Maurice                            | E    | Route du Chablais      | 566395 / 119184 |
| 07118   |      | Maison de la Pierre                              | E    | Grand-Rue 54           | 566526 / 118750 |
| 08669   |      | Schatzkammer Abtei Saint-Maurice                 | M    | Avenue d’Agaune        | 566419 / 118750 |
| 08710   |      | Kantonales Militärmuseum (im Schloss)            | M    | Route du Chablais      | 566395 / 119184 |
| 08825   |      | Historisches Archiv der Abtei Saint-Maurice      | Arch | Avenue d’Agaune        | 566419 / 118750 |
| 09703   |      | Archäologische Schichten der Abtei Saint-Maurice | A    | Avenue d’Agaune        | 566419 / 118750 |
| 10365   |      | Rhonebrücke                                      | E    | Route de Saint-Maurice | 566420 / 119207 |

### Salvan
| KGS-Nr. | Foto | Objektbezeichnung | Typ | Adresse        | Koordinaten     |
| ------- | ---- | ----------------- | --- | -------------- | --------------- |
| 06980   |      | Sammelbecken SBB  | O   | Les Marécottes | 566499 / 106500 |

### Siders/Sierre
| KGS-Nr. | Foto | Objektbezeichnung                       | Typ | Adresse               | Koordinaten     |
| ------- | ---- | --------------------------------------- | --- | --------------------- | --------------- |
| 07007   |      | Elektrizitätswerk und Alusuisse-Gebäude | O   | Route de Sous-Géronde | 607850 / 125770 |

### Simplon
| KGS-Nr. | Foto | Objektbezeichnung | Typ | Adresse        | Koordinaten     |
| ------- | ---- | ----------------- | --- | -------------- | --------------- |
| 07030   |      | Altes Hospiz      | E   | Altes Hospiz 3 | 644495 / 120574 |

### Sitten/Sion
| KGS-Nr. | Foto | Objektbezeichnung                                        | Typ  | Adresse                     | Koordinaten     |
| ------- | ---- | -------------------------------------------------------- | ---- | --------------------------- | --------------- |
| 07035   |      | Kathedrale Notre-Dame                                    | E    |                             | 593874 / 120286 |
| 07037   |      | Basilique de Valère                                      | O    | Ruelle de Tous-Vents 15     | 594266 / 120249 |
| 07038   |      | Kirche St. Theodul                                       | E    | Rue Saint-Théodule          | 593857 / 120236 |
| 07040   |      | Rathaus                                                  | E    | Rue du Grand-Pont 12        | 593984 / 120263 |
| 07041   |      | La Majorie                                               | E    | Rue des Châteaux 19         | 594082 / 120338 |
| 07042   |      | Haus Supersaxo                                           | E    | Rue Supersaxo 4             | 593927 / 120208 |
| 07044   |      | Ruinen des Schloss Tourbillon                            | A E  |                             | 594469 / 120560 |
| 07058   |      | Kapuzinerkloster                                         | E O  | Avenue Saint-François 18–20 | 593839 / 120700 |
| 08721   |      | Kunstmuseum des Wallis                                   | M    | Place de la Majorie 15      | 594017 / 120330 |
| 08722   |      | Historisches Museum des Wallis                           | M    | Rue des Châteaux 12         | 594074 / 120304 |
| 08723   |      | Museum des Bistums Sitten                                | M    | Rue de la Tour 12           | 593798 / 120245 |
| 08823   |      | Staatsarchiv Wallis                                      | Arch | Rue des Vergers 7           | 593821 / 120028 |
| 08903   |      | Archiv des Bistums Sitten                                | Arch | Rue de la Tour 12           | 593791 / 120265 |
| 08904   |      | Archiv des ehrwürdigen Domkapitels der Kathedrale Sitten | Arch | Rue de la Tour 12           | 593800 / 120258 |
| 09316   |      | Mediathek Wallis                                         | B    | Rue des Vergers 9           | 593821 / 120028 |
| 09704   |      | Ville (jungsteinzeitliche/moderne Siedlung)              | A    |                             | 593599 / 119800 |
| 10367   |      | Le Vidomnat                                              | E    | Place de la Majorie 15      | 594017 / 120330 |

### Stalden
| KGS-Nr. | Foto | Objektbezeichnung                            | Typ | Adresse  | Koordinaten     |
| ------- | ---- | -------------------------------------------- | --- | -------- | --------------- |
| 07086   |      | Kinbrücke über die Mattervispa mit Bildstock | E   | Chinegga | 633370 / 119879 |

### Törbel
| KGS-Nr. | Foto | Objektbezeichnung | Typ | Adresse | Koordinaten     |
| ------- | ---- | ----------------- | --- | ------- | --------------- |
| 07134   |      | Mühle und Walke   | E   |         | 631175 / 120939 |

### Val de Bagnes
| KGS-Nr. | Foto | Objektbezeichnung                                          | Typ | Adresse                       | Koordinaten     |
| ------- | ---- | ---------------------------------------------------------- | --- | ----------------------------- | --------------- |
| 06603   |      | Kirche Saint-Maurice mit Beinhaus und ehemaligem Pfarrhaus | O   | Le Châble, Chemin de l’Église | 582229 / 103240 |
| 06604   |      | Alp Louvie                                                 | E   | Mauvoisin                     | 589919 / 100060 |

### Val-d’Illiez
| KGS-Nr. | Foto | Objektbezeichnung | Typ | Adresse          | Koordinaten     |
| ------- | ---- | ----------------- | --- | ---------------- | --------------- |
| 10368   |      | Wohngebäude       | E   | Route de Play 25 | 557559 / 116364 |

### Venthône
| KGS-Nr. | Foto | Objektbezeichnung | Typ | Adresse        | Koordinaten     |
| ------- | ---- | ----------------- | --- | -------------- | --------------- |
| 07163   |      | Turm              | E   | Rue du Château | 607199 / 128480 |

### Visperterminen
| KGS-Nr. | Foto | Objektbezeichnung                         | Typ | Adresse     | Koordinaten     |
| ------- | ---- | ----------------------------------------- | --- | ----------- | --------------- |
| 09705   |      | Bronzezeitliche/mittelalterliche Siedlung | A   | Oberstalden | 635200 / 124599 |

### Zermatt
| KGS-Nr. | Foto | Objektbezeichnung                              | Typ | Adresse   | Koordinaten    |
| ------- | ---- | ---------------------------------------------- | --- | --------- | -------------- |
| 09706   |      | Felszeichnungen / prähistorische Schalensteine | A   | Hubelwäng | 622499 / 95600 |

### Zwischbergen
| KGS-Nr. | Foto | Objektbezeichnung                       | Typ | Adresse    | Koordinaten     |
| ------- | ---- | --------------------------------------- | --- | ---------- | --------------- |
| 07229   |      | Siedlungsruinen des Goldbergwerks Gondo | S   | Gondo, Hof | 654150 / 115399 |